# Aníbal Ernesto Fosbery
Fray Aníbal Ernesto Fosbery O.P. (Buenos Aires, 23 de junio de 1933 - 5 de mayo de 2022) fue un sacerdote dominico perteneciente a la Provincia Dominicana Argentina.  
Fue fundador y Presidente de la “Fraternidad de Agrupaciones Santo Tomás de Aquino”, Fundador y Regente de la Fraternidad Apostólica Sacerdotal Tomás de Aquino, Fundador y Gran Canciller de la Universidad FASTA, y fundador de varios colegios. Falleció el 5 de mayo de 2022, a los 88 años de edad.

## Vida y obra
Nació en la ciudad de Buenos Aires, el 23 de junio de 1933. Fue ordenado sacerdote de la Orden de Predicadores (OP) (Dominico) el 6 de diciembre de 1959. Poco después enviado a doctorarse en Teología a la Universidad Pontificia de Santo Tomás de Aquino, de Roma. Regresó a Argentina en 1962.
Por su iniciativa, se constituyó la Fraternidad Apostólica Sacerdotal Tomás de Aquino en 1962. Se la creó como una institución juvenil dominicana en respuesta a la exhortación del Concilio Vaticano II para promover la participación de los fieles laicos en la vida y misión de la Iglesia.Con el devenir de los años, la institución creció y asumió nuevos desafíos pastorales con la creación de una amplia red de colegios con presencia en Argentina y España, y la fundación de la Universidad Fasta, con sede en la ciudad de Mar del Plata.
En 1985 fundó la Fraternidad Apostólica Sacerdotal Tomás de Aquino, dedicada a formar sacerdotes para la atención espiritual de los laicos y servir al conjunto de la Iglesia, y en 2005 introdujo la Fraternidad Apostólica Santa Catalina de Siena, con la tarea de acompañar a las consagradas que de un modo particular buscan la evangelización de la mujer.
Entre 1985 a 1989, fue Presidente de la Organización de Universidades Católicas de América Latina. Desde el mismo año y hasta 1990, fue miembro del Consejo Directivo de la Federación Internacional de Universidades Católicas. En los años 90 participó activamente en las discusiones que derivaron en la ley federal de educación y en la ley de educación superior.
Entre 1996 y el 27 de agosto de 1998 fue integrante de la Comisión Nacional de Evaluación y Acreditación Universitaria (CONEAU).
El 27 de abril de 2022, fue internado en el Hospital Pedro Fiorito de la ciudad de Avellaneda para una intervención quirúrgica por una complicación intestinal que fue realizada con éxito. Sin embargo, no pudo superar una posterior insuficiencia respiratoria que produjo su fallecimiento el 5 de mayo, a las 18:45. Al momento de su fallecimiento, se desempeñaba como Asesor de la Organización de Universidades Católicas de América Latina, Vicepresidente para América de la Sociedad Internacional Tomás de Aquino (SITA) y Miembro Correspondiente de la Academia Pontificia Santo Tomás de Aquino con sede en Roma.
Fosbery también se desempeñó como prior del Convento Santo Domingo en Tucumán; fue rector de la Universidad del Norte Santo Tomás de Aquino (UNSTA), prior provincial de la Orden de Predicadores, presidente del Consejo de Rectores de Universidades Privadas Argentinas (CRUP).

## Trayectoria
Su trayectoria incluyó puestos en Argentina y otros países, así como distinciones en diversos campos. Fue Presidente de la Organización de Universidades Católicas de América Latina (1985 a 1989), Miembro del Consejo Directivo de la Federación Internacional de Universidades Católicas (1985 a 1990), y se desempeñó como Asesor de la Organización de Universidades Católicas de América Latina. Además, fue Vicepresidente para América de la Sociedad Internacional Tomás de Aquino (SITA) y Miembro Correspondiente de la Academia Pontificia Santo Tomás de Aquino con sede en Roma.
Recibió múltiples distinciones, entre ellas el título de Socio Honorario de la Sociedad Tomista Argentina; el premio “Leonardo Castellani” otorgado por la XII Exposición del Libro Católico al libro “La cultura católica”; el doctorado honoris causa y el título de Profesor Emérito de diversas universidades.
Fosbery fue distinguido con el título de socio honorario de la Sociedad Tomista Argentina; se lo galardonó con el premio “Leonardo Castellani” de la Exposición del Libro Católico por su obra “La cultura católica”, y diversas universidades le otorgaron el doctorado honoris causa.
El sacerdote dominico fue un prolífico ensayista y produjo diversos trabajos sobre temáticas teológicas, religiosas, pastorales, filosóficas, culturales, políticas, éticas, sociales e históricas, entre las cuales se encuentran “La cultura católica”, “Parata sunt omnia”, “La identidad del sacerdocio ministerial”, “Tomismo y espiritualidad: reflexiones acerca de la vida espiritual según santo Tomás”, “Estén preparados: el carisma y la espiritualidad sacerdotal de Fasta”, “El hábito de los primeros principios en el pensamiento de santo Tomás de Aquino y alguno de sus comentadores” y “San Martín de los Andes. historia de su fundación”. Dictó numerosas conferencias en universidades e instituciones de todo el país y en Colombia, Uruguay, Chile, Perú, Italia y España.

### Publicaciones
Publicó diversos trabajos sobre temáticas teológicas, religiosas, pastorales, filosóficas, culturales, políticas e históricas, entre las cuales se encuentran “La cultura católica”, “Parata sunt omnia”, “La identidad del sacerdocio ministerial”, “Tomismo y espiritualidad», «Vocación y compromiso en FASTA. Reflexiones acerca de la vida espiritual según santo Tomás” y muchas otras. Dictó innumerables conferencias en universidades e instituciones de todo España, Argentina, Colombia, Uruguay, Chile, Perú e Italia.